# Telédice
En la mitología griega Telédice o Telédica (en griego Τηλεδικη, que sugiere «justicia lejana»), tan solo citada por un autor, es una de las ninfas, pero no se sabe quiénes fueron sus padres. Por su esposo, Foroneo, fue la madre de Apis y Níobe. De esta ninfa nada más se sabe.